# Teatro Santi Giovanni e Paolo

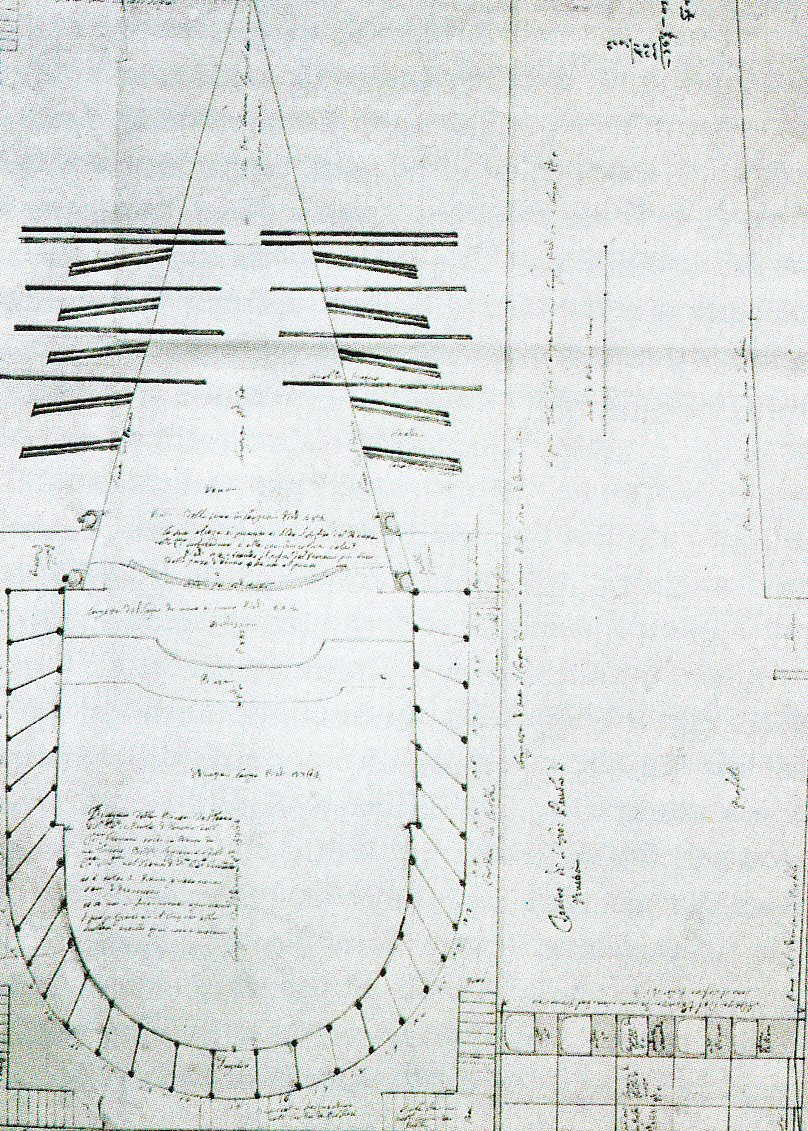
Grundriss des Theaters von Carlo Fontana 1654

Das Teatro Santi Giovanni e Paolo war ein Theater- und Opernhaus in Venedig, das 1638 von der Familie Grimani gebaut wurde. Es lag an der Calle Testa nahe der Basilika Santi Giovanni e Paolo, die dem Theater den Namen gab. Es galt als eines der schönsten Opernhäuser im Venedig des 17. Jahrhunderts. Hier wurden Opern von Francesco Cavalli und Claudio Monteverdi (Il ritorno d’Ulisse in patria 1640, L’incoronazione di Poppea 1642) uraufgeführt. 1715 wurde es geschlossen.
Ein Vorgängerbau an anderer Stelle von 1635 bestand aus Holz. Im Theater wurden vor allem Sprechstücke, aber auch Opern aufgeführt, als erstes am 20. Januar 1639 die Oper von Francesco Manelli La Delia o sia La sera sposa del sole (Libretto Giulio Strozzi). In der Nachbarschaft befand sich das Teatro Novissimo, an dem damals Giulio Strozzi tätig war, der aber 1642/43 an das Teatro Santi Giovanni e Paolo wechselte, mit ihm die Sängerinnen Barbara Strozzi und Anna Renzi (die die Ottavia in der Uraufführung der Krönung der Poppaea war) sowie der Bühnenarchitekt Giacomo Torelli, der eine Maschinerie entwickelte, mehrere Kulissen gleichzeitig zu wechseln. 
1654 wurde es von Carlo Fontana zu einem Opernhaus umgebaut. Es hatte 900 Plätze und fünf Ränge mit Logen. Es war für seine prachtvolle Ausstattung und innovative Bühnenmaschinerie und die Bühnenbilder bekannt. 1660 wurde Marco Faustini der Impresario des Hauses und war in den fünfzehn Jahren danach mit dem Teatro San Salvador der Familie Vendramin das führende Opernhaus Venedigs.
Die Grimani Familie hatte noch zwei weitere Theater, das Teatro San Samuele und das Teatro San Giovanni Grisostomo.